# بولاريس أوفيس
بولاريس أوفيس (بالإنجليزية : Polaris Office) تطبيق من سامسونج يدعم أكثر من 62 لغة منها : العربية، الفارسية، الإنجليزية، الفرنسية ويعمل من نظام أندرويد 2,2 وأعلى.
التطبيق مثل الـوورد وبوربوينت وإكسل سواء للقراءة أو التعديل أو لإنشاء مستند جديد ويمكنك من التحكم الكامل بالملف

## بعض المميزات
- إنشاء وتعديل ملفات الأوفيس
- تشغيل الملف دون الدخول للتطبيق
- التحكم الكامل بالملف
- البحث عن المستند
- يدعم الجماليات